# Igé (Orne)
Igé település Franciaországban, Orne megyében. Lakosainak száma 589 fő (2022. január 1.). Igé Pouvrai, Appenai-sous-Bellême, Bellou-le-Trichard, La Chapelle-Souëf, Saint-Fulgent-des-Ormes, Saint-Germain-de-la-Coudre, Saint-Martin-du-Vieux-Bellême, Vaunoise, Saint-Cosme-en-Vairais és Belforêt-en-Perche községekkel határos.

## Népesség
A település népességének változása:
| Lakosok száma | 667  | 663  | 672  | 630  | 614  | 606  | 597  | 593  | 589  |
|               | 2013 | 2015 | 2016 | 2017 | 2018 | 2019 | 2020 | 2021 | 2022 |